# 里士滿鎮區 (堪薩斯州尼馬哈縣)
里士滿鎮區（英語：Richmond Township）為美國堪薩斯州尼馬哈縣轄下的鎮區。2010年美国人口普查中此鎮區人口有519人。

## 地理
里士滿鎮區涵蓋總面積為88.3平方（34.11平方英里），其中陸地面積為88.3平方（34.11平方英里），水域面積為0平方（0平方英里）或0%。海拔高度344（1,129英尺）。

## 人口統計
根據2010年美國人口普查，里士滿鎮區人口有519人，其中男性有275人，女性有244人，人口密度為每平方公里5.88人，住房計194戶。鎮區內的白人有516人，非裔美國人有1人，美洲原住民有0人，亞裔美國人有0人，太平洋島裔美國人有0人，其他種族有1人，混血種族則有1人。此外鎮區內有6人為西班牙裔或拉丁裔美國人。此鎮區之年齡中位數為38.6歲，而男性年齡中位數為37.8歲，女性年齡中位數為39.4歲。

## 交通

### 主要公路
- 36號美國國道
- 63號堪薩斯州州道
- 178號堪薩斯州州道
- 187號堪薩斯州州道